# Dischistodus fasciatus
Dischistodus fasciatus és una espècie de peix de la família dels pomacèntrids i de l'ordre dels perciformes.

## Morfologia
Els mascles poden assolir els 11,5 cm de longitud total.

## Distribució geogràfica
Es troba a Indonèsia, les Filipines i nord d'Austràlia.